# Vintervägsträsket
Vintervägsträsket är en sjö i Kyrkslätts kommun i Finland.   Den ligger i landskapet Nyland, i den södra delen av landet, 30 km sydväst om huvudstaden Helsingfors. Vintervägsträsket ligger 31 meter över havet.  Arean är 6,6 hektar och strandlinjen är 1,13 kilometer lång. Sjön  ingår i Finska vikens kustområde. 